# Nahverkehr in der Region Wellington
Der Nahverkehr in der Region Wellington wird durch verschiedene Verkehrsträger erbracht. Dazu zählt der Vorortzugverkehr, die Stadt- und Regionalbusse als Diesel- oder Oberleitungsbus, Fähren und eine Standseilbahn. Die Regionalverwaltung plant und fördert den Nahverkehr.
Im Jahr 2014/15 betrug der geplante Zuschuss 38,5 Millionen NZD (20,8 %) durch die Regionalverwaltung, 45 Millionen NZD (24,2 %) durch die New Zealand Transport Agency und der übrige Anteil durch Fahrgasteinnahmen.
Das Angebot wird unter der Marke Metlink vermarktet.

## Schienenverkehr

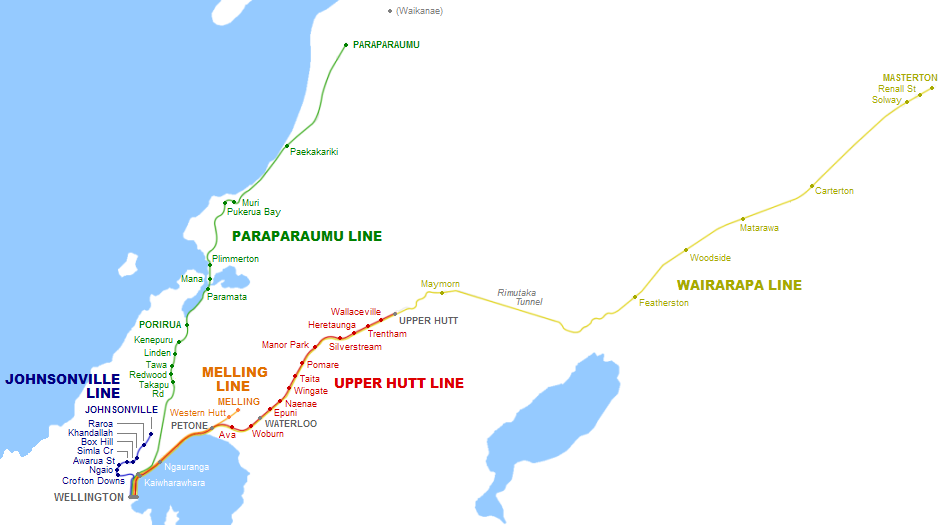
Streckennetz in der Region Wellington

Der Schienenpersonennahverkehr der Region Wellington umfasst fünf Linien. Auf dem Netz verkehren größtenteils elektrische Triebwagen, auf einigen Streckenabschnitten auch Dieselfahrzeuge.
Der Betrieb erfolgt auf der Grundlage eines Vertrages mit der Regionalverwaltung Greater Wellington Regional Council, die den Betrieb und den Erhalt der Anlagen und des rollenden Materials subventioniert. Die Regionalverwaltung ist außerdem im Besitz aller Bahnhöfe mit Ausnahme des Bahnhofs Wellington, der Depots, Abstellanlagen und aller Züge. Kiwi Rail ist für die Bahnanlagen zuständig, und Transdev Wellington sorgt derzeit für den Betrieb.
Der Schienenpersonennahverkehr ist Teil des Netzwerkes Metlink. 2014/2015 wurde rund 110.000 Zugfahrten realisiert.

### Geschichte
Der elektrische Zugbetrieb wurde am 2. Juli 1938 auf der heutigen Johnsonville-Strecke aufgenommen. Die Strecke war einst Teil der Nordinsel-Hauptstrecke und wurde nach Fertigstellung der Tava-Umfahrung in eine Vorortbahn-Strecke umgewandelt. Der Schienenpersonennahverkehr wurde, wie im gesamten Land, durch das New Zealand Railways Department betrieben. Es wurden Fahrzeuge der Baureihe DM eingesetzt.
Das New Zealand Railways Department wurde 1982 in die New Zealand Railways Corporation überführt und der Nahverkehr unter der Marke Cityline betrieben. Der Fahrzeugbestand wurde in den 1980er Jahren mit der Beschaffung der Baureihe EM modernisiert.
Nach einer erneuten Umstrukturierung des Eisenbahnwesens von Neuseeland und Überführung in die New Zealand Rail im Jahr 1991 wurde der Vorortzugverkehr unter dem Namen City Rail betrieben. Die Marke Tranz Metro wurde mit der Privatisierung und damit einhergehenden Umbenennung der Bahngesellschaft in Tranz Rail 1993 eingeführt. Die Gesellschaft wurde 2004 an das australische Unternehmen Toll Holdings verkauft und in Toll Rail umbenannt. Zuvor wurde das Streckennetz des gesamten Landes 2003 durch den Staat übernommen. Durch den Rückkauf der Gesellschaft Toll Rail durch die Regierung im Jahr 2008 wurde das Unternehmen in Kiwi Rail umbenannt.
Das Streckennetz wurde ab 2007 einer Modernisierung unterzogen. Dazu gehörte auch die Bestellung von Neubaufahrzeugen der Baureihe FP durch die Regionalverwaltung Greater Wellington Regional Council. Des Weiteren wurde vereinbart, dass seit 1. Juli 2011 auch die älteren Baureihen sowie alle Bahnhöfe (mit Ausnahme des Bahnhofes Wellington) in den Besitz des Greater Wellington Regional Councils überführt werden. Das Streckennetz verbleibt in der Verantwortung von Kiwi Rail.
Im Juli 2016 übernahm das französische Unternehmen Transdev nach einer Ausschreibung den Betrieb und löst damit den seit 2006 gültigen Vertrag zwischen dem Greater Wellington Regional Council und dem Kiwi-Rail-Geschäftsbereich Tranz Metro ab.

### Streckennetz
| \| \| 91.0 \| Masterton \| Masterton \| \| \| 89.4 \| Renall Street \| Renall Street \| \| \| 88.1 \| Solway \| Solway \| \| \| 76.6 \| Carterton \| Carterton \| \| \| 69.6 \| Matarawa \| Matarawa \| \| \| 65.1 \| Woodside \| Woodside \| \| \| 57.2 \| Featherston \| Featherston \| \| \| 55.4 \| Waikanae \| Waikanae \| \| \| \| Lindale geplant \| \| \| \| 48.3 \| Paraparaumu \| Paraparaumu \| \| \| \| Raumati South geplant \| \| \| \| 38.8 \| Paekakariki \| Paekakariki \| \| \| 38.8 \| Maymorn \| Maymorn \| \| \| 32.4 \| Upper Hutt \| Upper Hutt \| \| \| \| \| \| \| \| 31.3 \| Wallaceville \| Wallaceville \| \| \| 29.4 \| Trentham \| Trentham \| \| \| 28.2 \| Heretaunga \| Heretaunga \| \| \| 26.8 \| Silverstream \| Silverstream \| \| \| 23.7 \| Manor Park \| Manor Park \| \| \| 22.0 \| Pomare \| Pomare \| \| \| 20.6 \| Taita \| Taita \| \| \| 19.5 \| Wingate \| Wingate \| \| \| 18.3 \| Naenae \| Naenae \| \| \| 16.5 \| Epuni \| Epuni \| \| \| 15.5 \| Waterloo Interchange \| Waterloo Interchange \| \| \| 14.4 \| Woburn \| Woburn \| \| \| 12.5 \| Ava \| Ava \| \| \| 31.2 \| Muri \| Muri \| \| \| 30.4 \| Pukerua Bay \| Pukerua Bay \| \| \| 24.5 \| Plimmerton \| Plimmerton \| \| \| 23.2 \| Mana \| Mana \| \| \| 21.9 \| Paremata \| Paremata \| \| \| 17.7 \| Porirua \| Porirua \| \| \| 16.2 \| Kenepuru \| Kenepuru \| \| \| 14.9 \| Linden \| Linden \| \| \| 13.8 \| Tawa \| Tawa \| \| \| 13.1 \| Redwood \| Redwood \| \| \| 11.9 \| Takapu Road \| Takapu Road \| \| \| 13.5 \| Melling \| Melling \| \| \| 11.9 \| Western Hutt \| Western Hutt \| \| \| \| \| \| \| \| 10.5 \| Petone \| Petone \| \| \| \| \| \| \| \| \| \| \| \| \| \| \| \| \| \| \| \| \| \| \| 4.8 \| Ngauranga \| Ngauranga \| \| \| \| \| \| \| \| 2.6 \| Kaiwharawhara \| Kaiwharawhara \| \| \| 10.5 \| Johnsonville \| Johnsonville \| \| \| \| \| \| \| \| 9.2 \| Raroa \| Raroa \| \| \| \| \| \| \| \| 8.0 \| Khandallah \| Khandallah \| \| \| 7.2 \| Box Hill \| Box Hill \| \| \| 6.9 \| Simla Crescent \| Simla Crescent \| \| \| 6.0 \| Awarua Street \| Awarua Street \| \| \| 5.2 \| Ngaio \| Ngaio \| \| \| 4.9 \| Crofton Downs \| Crofton Downs \| \| \| \| \| \| \| \| \| \| \| \| \| \| \| \| \| \| \| \| \| \| \| 0.0 \| Wellington \| Wellington \| |      |                       |                       |
| Kopfbahnhof Streckenanfang | 91.0 | Masterton             | Masterton             |
| Haltepunkt / Haltestelle | 89.4 | Renall Street         | Renall Street         |
| Haltepunkt / Haltestelle | 88.1 | Solway                | Solway                |
| Bahnhof | 76.6 | Carterton             | Carterton             |
| Haltepunkt / Haltestelle | 69.6 | Matarawa              | Matarawa              |
| Bahnhof | 65.1 | Woodside              | Woodside              |
| Bahnhof | 57.2 | Featherston           | Featherston           |
| Kopfbahnhof Streckenanfang · Tunnelanfang | 55.4 | Waikanae              | Waikanae              |
| ehemaliger Haltepunkt / Haltestelle · Strecke (im Tunnel) |      | Lindale geplant       | Lindale geplant       |
| Bahnhof · Strecke (im Tunnel) | 48.3 | Paraparaumu           | Paraparaumu           |
| ehemaliger Haltepunkt / Haltestelle · Strecke (im Tunnel) |      | Raumati South geplant | Raumati South geplant |
| Haltepunkt / Haltestelle · Tunnelende | 38.8 | Paekakariki           | Paekakariki           |
| Tunnel · Haltepunkt / Haltestelle | 38.8 | Maymorn               | Maymorn               |
| Tunnel · Bahnhof | 32.4 | Upper Hutt            | Upper Hutt            |
| Tunnel · Strecke |      |                       |                       |
| Tunnel · Haltepunkt / Haltestelle | 31.3 | Wallaceville          | Wallaceville          |
| Strecke · Haltepunkt / Haltestelle | 29.4 | Trentham              | Trentham              |
| Strecke · Haltepunkt / Haltestelle | 28.2 | Heretaunga            | Heretaunga            |
| Strecke · Haltepunkt / Haltestelle | 26.8 | Silverstream          | Silverstream          |
| Strecke · Haltepunkt / Haltestelle | 23.7 | Manor Park            | Manor Park            |
| Strecke · Haltepunkt / Haltestelle | 22.0 | Pomare                | Pomare                |
| Strecke · Bahnhof | 20.6 | Taita                 | Taita                 |
| Strecke · Haltepunkt / Haltestelle | 19.5 | Wingate               | Wingate               |
| Strecke · Haltepunkt / Haltestelle | 18.3 | Naenae                | Naenae                |
| Strecke · Haltepunkt / Haltestelle | 16.5 | Epuni                 | Epuni                 |
| Strecke · Bahnhof | 15.5 | Waterloo Interchange  | Waterloo Interchange  |
| Strecke · Haltepunkt / Haltestelle | 14.4 | Woburn                | Woburn                |
| Strecke · Haltepunkt / Haltestelle | 12.5 | Ava                   | Ava                   |
| Haltepunkt / Haltestelle · Strecke | 31.2 | Muri                  | Muri                  |
| Haltepunkt / Haltestelle · Strecke | 30.4 | Pukerua Bay           | Pukerua Bay           |
| Haltepunkt / Haltestelle · Strecke | 24.5 | Plimmerton            | Plimmerton            |
| Haltepunkt / Haltestelle · Strecke | 23.2 | Mana                  | Mana                  |
| Haltepunkt / Haltestelle · Strecke | 21.9 | Paremata              | Paremata              |
| Bahnhof · Strecke | 17.7 | Porirua               | Porirua               |
| Haltepunkt / Haltestelle · Strecke | 16.2 | Kenepuru              | Kenepuru              |
| Haltepunkt / Haltestelle · Strecke | 14.9 | Linden                | Linden                |
| Haltepunkt / Haltestelle · Strecke | 13.8 | Tawa                  | Tawa                  |
| Haltepunkt / Haltestelle · Strecke | 13.1 | Redwood               | Redwood               |
| Haltepunkt / Haltestelle · Strecke | 11.9 | Takapu Road           | Takapu Road           |
| Strecke · Kopfbahnhof Streckenanfang · Strecke | 13.5 | Melling               | Melling               |
| Strecke · Haltepunkt / Haltestelle · Strecke | 11.9 | Western Hutt          | Western Hutt          |
| Strecke · Strecke nach links · Abzweig geradeaus und von rechts |      |                       |                       |
| Strecke · Bahnhof | 10.5 | Petone                | Petone                |
| Strecke nach links · Strecke von rechts · Strecke |      |                       |                       |
| Tunnelanfang · Strecke |      |                       |                       |
| Tunnelende · Strecke |      |                       |                       |
| Tunnel · Strecke |      |                       |                       |
| Strecke · Haltepunkt / Haltestelle | 4.8  | Ngauranga             | Ngauranga             |
| Abzweig geradeaus und von links · Strecke nach rechts |      |                       |                       |
| Haltepunkt / Haltestelle | 2.6  | Kaiwharawhara         | Kaiwharawhara         |
| Kopfbahnhof Streckenanfang · Strecke | 10.5 | Johnsonville          | Johnsonville          |
| Tunnel · Strecke |      |                       |                       |
| Haltepunkt / Haltestelle · Strecke | 9.2  | Raroa                 | Raroa                 |
| Tunnel · Strecke |      |                       |                       |
| Haltepunkt / Haltestelle · Strecke | 8.0  | Khandallah            | Khandallah            |
| Haltepunkt / Haltestelle · Strecke | 7.2  | Box Hill              | Box Hill              |
| Haltepunkt / Haltestelle · Strecke | 6.9  | Simla Crescent        | Simla Crescent        |
| Haltepunkt / Haltestelle · Strecke | 6.0  | Awarua Street         | Awarua Street         |
| Haltepunkt / Haltestelle · Strecke | 5.2  | Ngaio                 | Ngaio                 |
| Haltepunkt / Haltestelle · Strecke | 4.9  | Crofton Downs         | Crofton Downs         |
| Tunnel · Strecke |      |                       |                       |
| Tunnel · Strecke |      |                       |                       |
| Tunnel · Strecke |      |                       |                       |
| Strecke nach links · Abzweig geradeaus und von rechts |      |                       |                       |
| Kopfbahnhof Streckenende | 0.0  | Wellington            | Wellington            |

Es werden fünf Linien betrieben, die die Region um Wellington in Richtung Norden und Nordosten erschließen. Es wird dabei kein eigenständiger Gleiskörper verwendet, sondern Streckennetz benutzt, über das auch der Fernverkehr abgewickelt wird. Das ist im Wesentlichen die Nordinsel-Hauptstrecke North Island Main Trunk Railway, die Wellington und Auckland verbindet und vom Nahverkehr bis Waikanae genutzt wird. Des Weiteren wird die Wairarapa-Strecke bis Masterton genutzt. Alle Linien beginnen am Bahnhof Wellington.
Folgende fünf Linien gibt es:
- Johnsonville: Die Linie führt zum Stadtteil Johnsonville. Die genutzte eingleisige Strecke gehörte ursprünglich zur Hauptstrecke der Nordinsel. Seit 1937 wird dieser kurvenreiche Abschnitt durch eine Strecke mit zwei Tunnel umgangen.
- Kapiti: Über Porirua führt diese Linie nach Waikanae. Die Züge verkehren dabei auf der Hauptstrecke der Nordinsel.
- Hutt Valley: Diese Linie führt über Petone und Waterloo (zu Lower Hutt) nach Upper Hutt. Es wird die Wairarapa-Strecke genutzt.
- Melling: Diese Linie nutzt bis Petone ebenfalls die Wairarapa-Strecke, zweigt dann ab und führt nach Melling (zu Lower Hutt). Bis 1955 gehörte dieser Abschnitt zur Wairarapa-Strecke, bis diese dann durch die östliche Seite des Tales geführt wurde.
- Wairarapa: Die Linie befährt bis Upper Hutt ebenfalls die Wairarapa-Strecke wie die Hutt-Valley-Linie, hält bis dahin aber nur in Petone und Waterloo. Ab Upper Hutt führt die Linie weiter bis Masterton. Die Strecke wird als "Wairarapa Connection" vermarktet.

Überblick über die technischen Daten der Linien:
| Linie        | Strecke                   | Länge   | Bahnhöfe | Fahrzeit    |
| ------------ | ------------------------- | ------- | -------- | ----------- |
| Johnsonville | Wellington ↔ Johnsonville | 10,5 km | 9        | ca. 21 Min. |
| Kapiti       | Wellington ↔ Waikanae     | 55,4 km | 19       | ca. 60 Min. |
| Hutt Valley  | Wellington ↔ Upper Hutt   | 32,4 km | 18       | ca. 45 Min. |
| Melling      | Wellington ↔ Melling      | 13,5 km | 6        | ca. 19 Min. |
| Wairarapa    | Wellington ↔ Masterton    | 91 km   | 12       | ca. 90 Min. |

Die beiden Abzweige nach Johnsonville und Melling sind eingleisig ausgebaut. Die Nordinsel-Hauptstrecke ist bis kurz vor Waikanae und mit Ausnahme von einem circa 3 Kilometer langen Abschnitt zwischen Muri und Paekakariki zweigleisig ausgebaut. Die Wairarapa-Strecke verfügt bis Trentham (3 Kilometer vor Upper Hutt) über zwei Gleise. Das gesamte Streckennetz umfasst 161 Kilometer. Mit Ausnahme des Abschnittes zwischen Upper Hutt und Masterton ist das Netz elektrifiziert (102 Kilometer) und wird mit 1500 Volt Gleichspannung betrieben.
Es handelt sich um ein Schmalspurbahnnetz, da die Spurweite wie bei allen neuseeländischen Strecken 1067 Millimeter (Kapspur) beträgt.
Im Jahr 2006 wurde von der Regionalverwaltung untersucht, wie der öffentliche Nahverkehr im Norden der Stadt um Johnsonville verbessert werden kann. In die Überlegungen wird auch die Johnsonville-Linie einbezogen. Es gibt das Szenario, die Strecke zu modernisieren oder zu einer Stadtbahn auszubauen und im Zuge dessen über den Bahnhof Wellington hinaus in die Innenstadt bis zum Courtney Place zu führen. Andere Szenarien sehen die Einstellung und Abbau der Strecke vor, um auf dem Korridor Spurbusse zu betreiben oder ihn zu einem Wanderweg umzubauen.
Zwischen 2008 und 2011 wurde das Netzwerk Verbesserungsmaßnahmen unterzogen. So wurde die Paraparaumu-Linie um circa 7 Kilometer und eine Station erweitert. Seit dem 20. Februar 2011 fahren die Züge über Paraparauma hinaus nach Waikanae und die Linie heißt seitdem Kapiti-Linie. Der neue Abschnitt wurde zweigleisig ausgebaut und ist elektrifiziert. Ebenfalls auf dieser Linie wurde der Abschnitt zwischen Mackays Crossing und Paraparaumu zweigleisig ausgebaut. Es wurden neue Fahrzeuge der Baureihe FP angeschafft. Um diese auch auf der Johnsonville-Linie einsetzen zu können, mussten einige Bahnhöfe und Tunnel umgebaut werden.

### Fahrzeuge

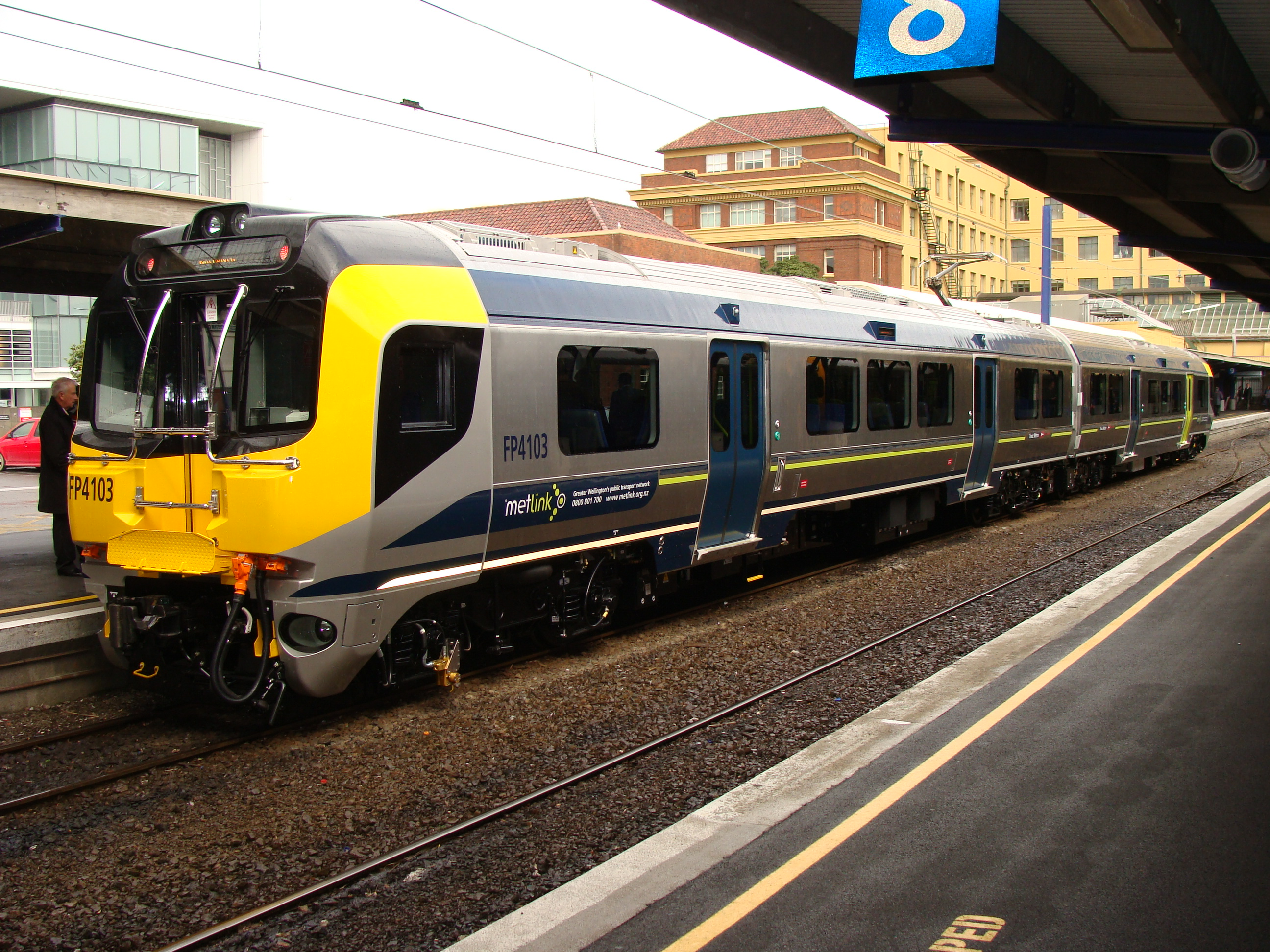
Ein Triebwagenzug der Baureihe FP im Bahnhof Wellington

Alle Linien mit Ausnahme der Wairarapa-Linie werden mit elektrischen Triebwagen bedient. Sie entnehmen den Fahrstrom aus einer Oberleitung mit 1.500 Volt Gleichstrom. Das Netz von Wellington bildete damit in Neuseeland bis zur Aufnahme des elektrischen Betriebes des Vorortzugnetz von Auckland im Jahr 2014 eine Ausnahme.

#### Aktuelle Baureihen
Den Fahrzeugbestand bilden die elektrischen Triebwagen der Baureihe FP. Eine Triebwageneinheit besteht aus Motor- und Beiwagen und bietet 134 Sitz- sowie 230 Stehplätze. Die Fahrzeuge wurden im Rahmen eines Erneuerungsprogramms bestellt und vom Konsortium Hyundai Rotem und Mitsui Group hergestellt. Damit sollten die ältere Baureihe mit Fahrzeugen von English Electric stillgelegt werden. Am 23. Dezember 2010 wurde das erste Fahrzeug übergeben und der geplante Gesamtbestand beträgt nach weiteren Nachbestellungen 83 Einheiten.

Die Baureihe wird auch mit dem Namen Matangi, Maori für Wind oder Brise, bezeichnet. Der Name wurde im Rahmen eines offiziellen Wettbewerbes ermittelt und nimmt Bezug auf die häufig in Wellington herrschenden windigen Wetterverhältnisse.
Da die Wairarapa-Strecke nur zwischen Wellington und Upper Hutt elektrifiziert ist, fahren auf der Wairarapa-Linie Züge, die mit einer Diesellok bespannt sind. In der Regel kommen Lokomotiven der Baureihe
DF(T) vor Waggons der Baureihe SW (Suburban Wairarapa) zum Einsatz. Die Waggons entstanden durch Umbau von Mark 2-Wagen der ehemaligen British Rail, die bereits im Jahr 1996 erworben wurden. Ein Teil dieser Waggons wurden in einer Variante als Baureihe SE auch im Express-Verkehr auf der Hutt Valley-Linie bzw. Paraparaumu-Linie eingesetzt, um den erhöhten Bedarf zu decken.

#### Ehemalige Baureihen
Außerdem zählte die Baureihe DM zum Bestand, die von English Electric gebaut wurden. Die Fahrzeuge wurden 1938 in Betrieb genommen. Dieser Typ war zuletzt auf der Johnsonville- und der Melling-Linie im Einsatz. Durch die Beschaffung der Baureihe FP konnten die veralteten Fahrzeuge stillgelegt werden, so dass am 25. Juni 2012 die letzte Fahrt stattfand. Zuletzt waren noch 14 Motorwagen und 19 Beiwagen in Betrieb.

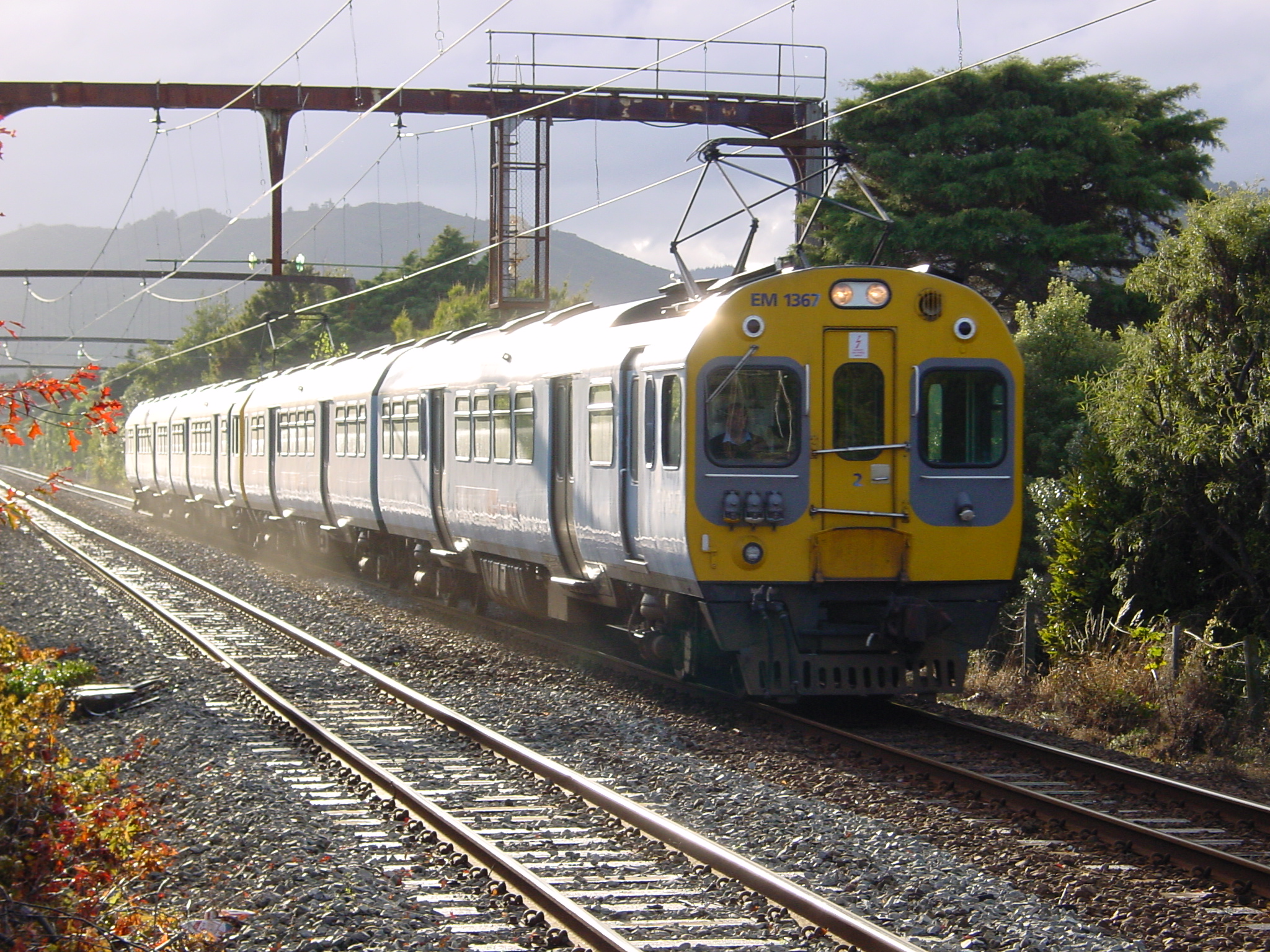
Ein Triebwagen der Baureihe EM nahe Epuni

Der Fahrzeugbestand wurde ergänzt durch die elektrischen Triebwagen der Baureihe EM, die in den 1980er Jahren von Ganz-MÁVAG in Ungarn produziert wurden. Sie bestehen aus zwei Teilen, einem Wagen mit Antrieb und einem Beiwagen. Sie bilden üblicherweise Züge mit zwei bis acht Wagen. Insgesamt 44 Triebwageneinheiten gibt es. Es wurde begonnen, die Fahrzeuge im Rahmen eines Erneuerungsprogramms zu modernisieren und länger einzusetzen. Nach einer weiteren Nachbestellung von Neubaufahrzeugen der Baureihe FP im Jahr 2012 wurde mittlerweile die Ausmusterung des Bestandes beschlossen. Die letzte Fahrt eines Zuges der Baureihe fand am 27. Mai 2016 statt.

Zwischen 2008 und 2011 wurden zwei abgestellte Elektrolokomotiven der Baureihe EO reaktiviert um vor Personenwagen der Baureihe SE die Kapazität zu erhöhen. Die Lokomotiven waren bis 1997 auf einem elektrifizierten Abschnitt der Midland Line im Einsatz und nach der Umstellung auf Dieselbetrieb abgestellt.

## Omnibus
Die Region wird im Jahr 2013 durch mehr als 100 Buslinien mit 517 Bussen erschlossen.
Das Stadtbusliniennetz in Wellington wird seit 2018 im Wesentlichen durch Tranz Urban, einem Unternehmen von Tranzit Group, betrieben. Es kommt nach einer Ausschreibung auf einen Marktanteil von 60 % in der Region.
Weitere Anbieter sind UZA Bus (für Kapiti Küste) mit 6 % Marktanteil, Mana Coach Services mit ebenfalls 6 % Marktanteil, sowie NZ Bus mit 28 % Anteil an den Verkehrsleistungen in der Region.
Die Flotte besteht überwiegend aus Dieselbussen.
NZ Bus, ein Unternehmen des Infrastrukturinvestors Infratil, hatte bis 2018 mit 73 % den größten Anteil an Verkehrsleistungen in der Region mit seinen Tochterunternehmen Go Wellington und Valley Flyer.

## Oberleitungsbus
Im Stadtgebiet von Wellington wurde bis Oktober 2017 durch Go Wellington zudem der Oberleitungsbus Wellington betrieben. Er bestand zuletzt aus einem neun Linien umfassenden Netz, auf dem 60 Fahrzeuge verkehrten.

## Fähren
Eine Fährlinie existiert zwischen Queens Wharf im Stadtzentrum Wellingtons und Days Bay bei Eastbourne. Am Wochenende bzw. außerhalb von Spitzenzeiten werden auch Petone, Seatoun sowie Matiu/Somes Island angelaufen. Betreiber ist die Firma East by West, die zwei Personenfähren im Einsatz hat.

## Standseilbahn
Seit 1902 verbindet außerdem eine Standseilbahn die Straße Lambton Quay in der Innenstadt mit dem Stadtteil Kelburn.